# August Quest
August Quest (* 25. Februar 1886 in Hamburg; † 28. April 1945 im Zuchthaus Bützow-Dreibergen) war ein deutscher kommunistischer Widerstandskämpfer gegen den Nationalsozialismus und NS-Opfer.

## Leben
Quest stammte aus einfachen sozialen Verhältnissen. Nach dem Besuch der Volksschule erlernte er den Beruf des Formers, der Gussformen im Gießereibetrieb einer Hamburger Werft herzustellen hatte. Er schloss sich frühzeitig der Arbeiterbewegung an und trat in die Sozialdemokratische Partei Deutschlands (SPD) ein. Schon während des Ersten Weltkrieges leistete er antimilitaristische Aufklärungsarbeit unter den Werftarbeitern. Nach ihrer Gründung wurde er Mitglied der Kommunistischen Partei Deutschlands (KPD), die aktiv gegen den aufkommenden Nationalsozialismus kämpfte. Nach der Machtübertragung an die NSDAP 1933 setzte er seine antifaschistische Tätigkeit illegal fort. Nach Beginn des Zweiten Weltkrieges fand er die Verbindung zur Widerstandsgruppe „Bästlein-Jacob-Abshagen“, die sich für Verfolgte einsetzte. Zu dieser Gruppe gehörte der Gummifacharbeiter Karl Kock, der nach dem Auffliegen des Bästlein-Netzes untergetaucht war und per Steckbrief verfolgt wurde. Einer von denen, die ihm ein Versteck boten, war August Quest. Als die Gestapo davon Kenntnis bekam, wurde er mit anderen im März 1943 festgenommen. Ein Gericht verurteilte ihn zu einer langjährigen Zuchthausstrafe, die er im Zuchthaus Celle absitzen sollte. Beim Heranrücken der britischen Befreiungstruppen wurden die Häftlinge von Celle nach dem Zuchthaus Bützow-Dreibergen verlegt. In dieser völlig überbelegten Einrichtung, in der die Häftlinge kaum noch ernährt wurden, verstarb August Quest am 28. April 1945.
August Quest war verheiratet mit Ehefrau Emma, die 1945 aus dem Zuchthaus bzw. Lager „Langer Morgen“ befreit wurde und schwer krank an den Haftfolgen 1957 verstarb.

## Ehrung

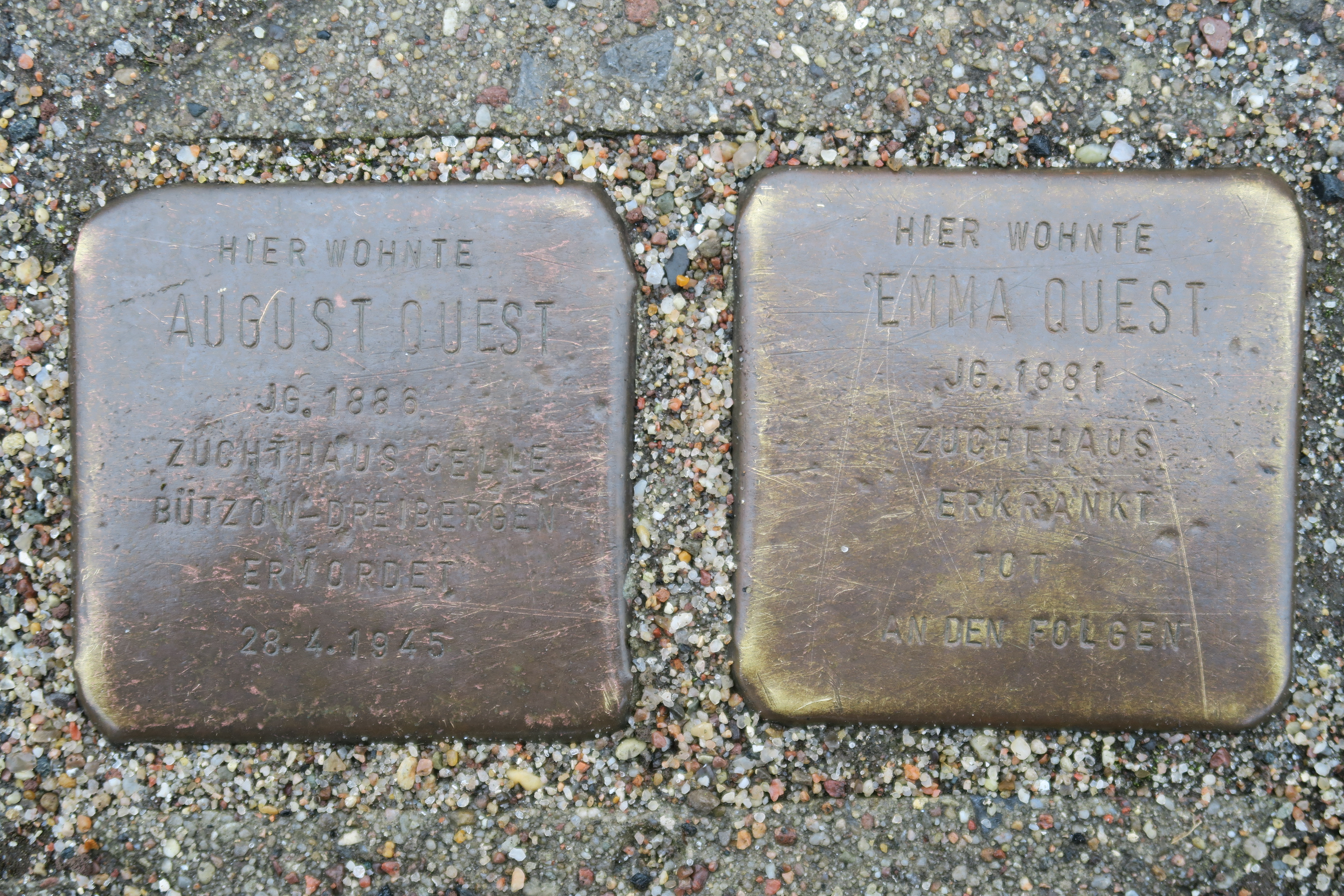
Stolpersteine für August und Emma Quest

Vor der letzten Wohnadresse des Ehepaares Emma und August Quest am Kapellenweg 15 (Hamburg-Wilstorf) verlegte der Aktionskünstler Gunter Demnig zu ihrer Erinnerung zwei Stolpersteine.